# Connarus grandifolius
Connarus grandifolius är en tvåhjärtbladig växtart som beskrevs av Jules Émile Planchon. Connarus grandifolius ingår i släktet Connarus och familjen Connaraceae. Inga underarter finns listade i Catalogue of Life.